# Ratiaria

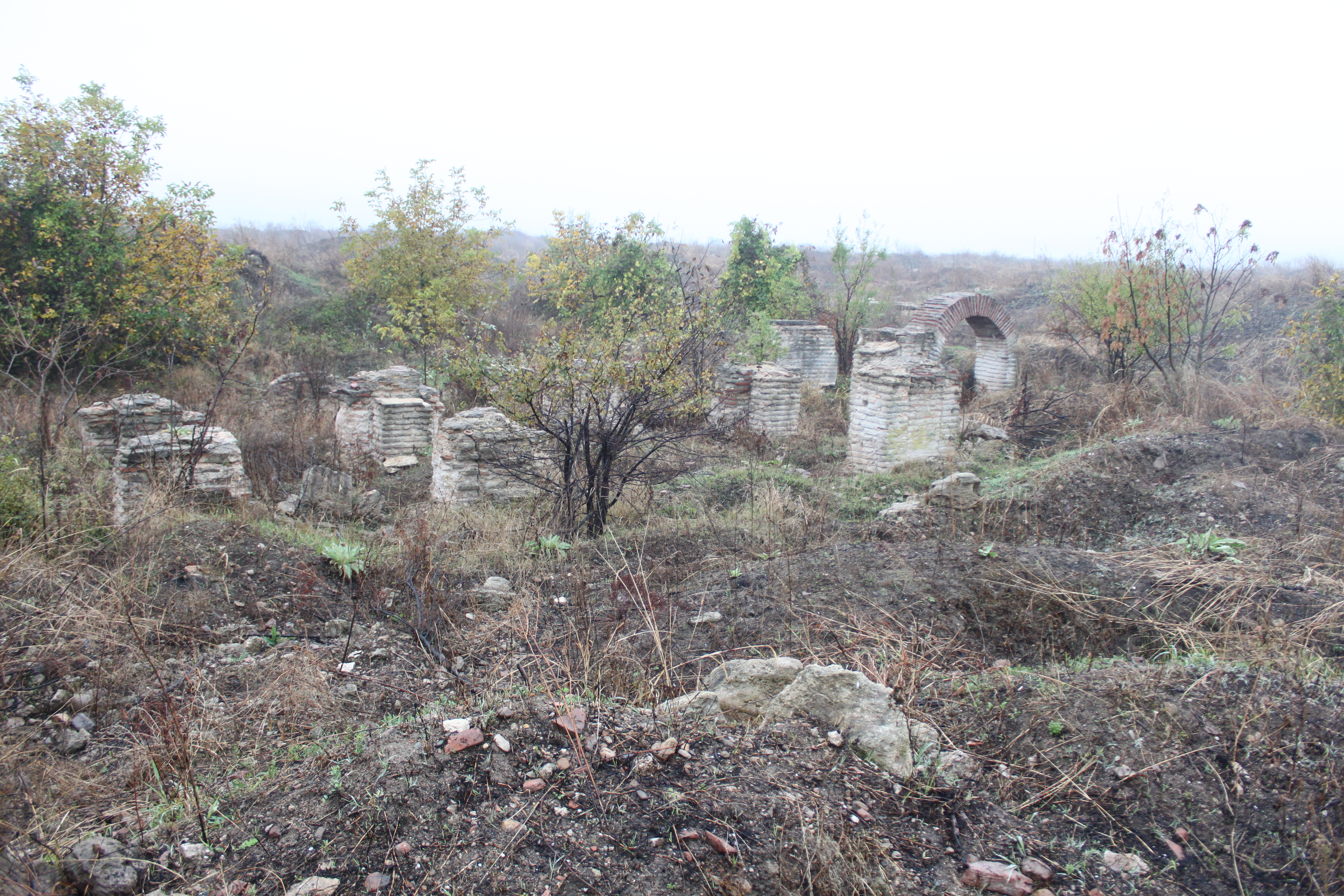
Ruiny starożytnego miasta Ratiaria

Ratiaria (łac. Dioecesis Ratiarensis) – stolica historycznej diecezji w Dacji Ripense istniejącej w czasach rzymskich.
Obecnie pozostałości rzymskiego miasta Ratiaria znajdują się w pobliżu miejscowości Archar w Bułgarii. Obecnie katolickie biskupstwo tytularne ustanowione w 1925 przez papieża Piusa XI.
Ratiaria, gdzie wykopaliska archeologiczne były prowadzone do lat 80., jest regularnym celem wypraw nielegalnych poszukiwaczy "skarbów"; teren wokół dawnej rzymskiej fortecy jest określany mianem "krajobrazu księżycowego" właśnie ze względu na liczne pozostałości nielegalnych poszukiwań (zob. kradzieże zabytków w Bułgarii). 

## Biskupi tytularni
| Lp. | Biskup                      | Funkcja                                   | Od                  | Do               |
| --- | --------------------------- | ----------------------------------------- | ------------------- | ---------------- |
| 1   | Gustave-Charles-Marie Mutel | wikariusz apostolski Seulu (Korea)        | 11 stycznia 1926    | 22 stycznia 1933 |
| 2   | Andrew Killian              | arcybiskup koadiutor Adelaidy (Australia) | 11 lipca 1933       | 5 listopada 1934 |
| 3   | Anselm Edward John Kenealy  | emerytowany arcybiskup Delhi (Indie)      | 13 stycznia 1936    | 18 grudnia 1943  |
| 4   | Nikołaj Awtonomow           | –                                         | 6 października 1945 | 13 sierpnia 1979 |
| 5   | Marian Oleś                 | nuncjusz apostolski                       | 28 listopada 1987   | 24 maja 2005     |
| 6   | Kurian Vayalunkal           | nuncjusz apostolski                       | 3 maja 2016         |                  |